# Obeza semifumipennis
Obeza semifumipennis är en stekelart som först beskrevs av Girault 1911.  Obeza semifumipennis ingår i släktet Obeza och familjen Eucharitidae. Inga underarter finns listade i Catalogue of Life.